# Geschendorf
Geschendorf ist eine Gemeinde im Kreis Segeberg in Schleswig-Holstein. Geschendorf hat keine weiteren Ortsteile.

## Geographie
Geschendorf liegt an der Bundesautobahn 20 zwischen der Kreisstadt Bad Segeberg und der Hansestadt Lübeck im Kirchspiel Pronstorf. Von 1916 bis 1967 war Geschendorf Bahnstation der Lübeck-Segeberger Eisenbahn.

## Geschichte
Geschendorf wurde Mitte des 12. Jahrhunderts durch westfälische Siedler gegründet. Der Ort wurde erstmals 1317 in der Lübecker Bürgerrolle Civilitates genannt. Bis zur Säkularisation waren Teile des Ortes dem Segeberger Augustinerkloster abgabepflichtig.

## Politik

### Gemeindevertretung
Bei der Kommunalwahl 2023 errang die Aktive Geschendorfer Kommunale Wählergemeinschaft erneut alle neun Sitze in der Gemeindevertretung. Die Wahlbeteiligung betrug 66,0 Prozent.

### Wappen
Blasonierung: „Von Gold und Silber durch einen blauen Schrägbalken im Schlangenschnitt geteilt. Oben ein grünes Lindenblatt mit Fruchtstand, unten drei grüne Rohrkolben.“
Bedeutung:
Das Lindenblatt repräsentiert den großen Lindenbestand innerhalb der Ortschaft.
Neben den vielen Bäumen gibt es noch die Gaststätte Lindenhof und die Lindenstraße.
Die Rohrkolben repräsentieren das Geschendorfer Moor, in welchem schon früh Torf
abgebaut wurde.
Der blaue Fluss, der sich durch das Wappen zieht, repräsentiert die große Wasserader.

## Wirtschaft und Infrastruktur
Nach dem Zweiten Weltkrieg veränderte sich die bis dahin bäuerliche Struktur des Ortes. Heute gibt es eine größere Anzahl von Gewerbe- und Dienstleistungsbetrieben. Geschendorf ist über die Bundesautobahn 20 an Lübeck und Bad Segeberg angebunden. Die A 20 ist von Lübeck bis Bad Segeberg bereits ausgebaut. Geschendorf besitzt eine eigene Auf- und Abfahrt mit kleinem angrenzenden Gewerbegebiet, welches eine Tankstelle und eine Kfz-Werkstatt besitzt.